# Oulunkylä
Oulunkylä (schwed. Åggelby) ist ein Stadtteil (kaupunginosa) im Norden der finnischen Hauptstadt Helsinki. Dem Stadtteil untergeordnet sind die Teilgebiete Pirkkola, Maunula, Metsälä, Patola, Veräjämäki, Maunulanpuisto und Veräjälaakso. Der statistische Stadtbezirk (peruspiiri) Oulunkylä besteht aus den Teilgebieten Patola, Veräjämäki und Veräjälaakso während die übrigen Teilgebiete den Stadtbezirk Maunula bilden.
Im Uhrzeigersinn grenzt Oulunkylä an die anderen Stadtteile Pakila, Pukinmäki, Malmi, Viikki, Koskela, Käpylä, Pasila, Haaga und Kaarela.
Der Stadtteil ist gekennzeichnet von mehrstöckigen Gebäuden aus den späten 1980er Jahren. Allerdings gibt es auch noch einige ältere Holzvillen aus dem 19. Jahrhundert. Entlang des Vantaanjokis, der Oulunkyläs östliche Grenze bildet, sowie nördlich von Patola, westlich von Maunula (der Park Maunulanpuisto) und südlich von Metsälä gibt es größere Grünflächen.

## Verkehr
Im Stadtteil liegt der Bahnhof Oulunkylä, an dem Züge des Schienennahverkehrs in der Region Helsinki der Linien I (nach Tikkurila), K und N (nach Kerava) sowie T (nach Riihimäki) halten. Seit 2023 bedient auch die tangentiale Schnellstraßenbahnlinie 15 den Bahnhof. Am Bahnhof Käpylä zwischen Metsälä und Käpylä halten die Linien I, N und T. Zudem verkehren diverse Buslinien im Stadtteil.
Im Straßenverkehr spielt die Kantatie 45 eine wichtige Rolle, die von Käpylä kommend die Teilgebiete Metsälä, Patola und Maunula erschließt und danach weiter nach Norden in Richtung Pakila führt. Nordöstlich des Stadtteils, bereits auf dem Gebiet Malmis, verläuft die Ringstraße Kehä I/Seututie 101.

## Persönlichkeiten
Folgende Persönlichkeiten stehen mit de Stadtteil Oulunkylä in Verbindung:
- Joel Lehtonen (1881–1934), Schriftsteller
- Wladimir Iljitsch Lenin (1870–1924), hielt sich hier kurzzeitig auf
- Tapio Rautavaara (1915–1979), Speerwerfer und Sänger, lebte und starb in Oulunkylä
- Friedebert Tuglas (1886–1971), estnischer Schriftsteller, lebte während seiner Zeit im Exil unter anderem in Oulunkylä
- Ville Valo (* 1976), Musiker

## Galerie

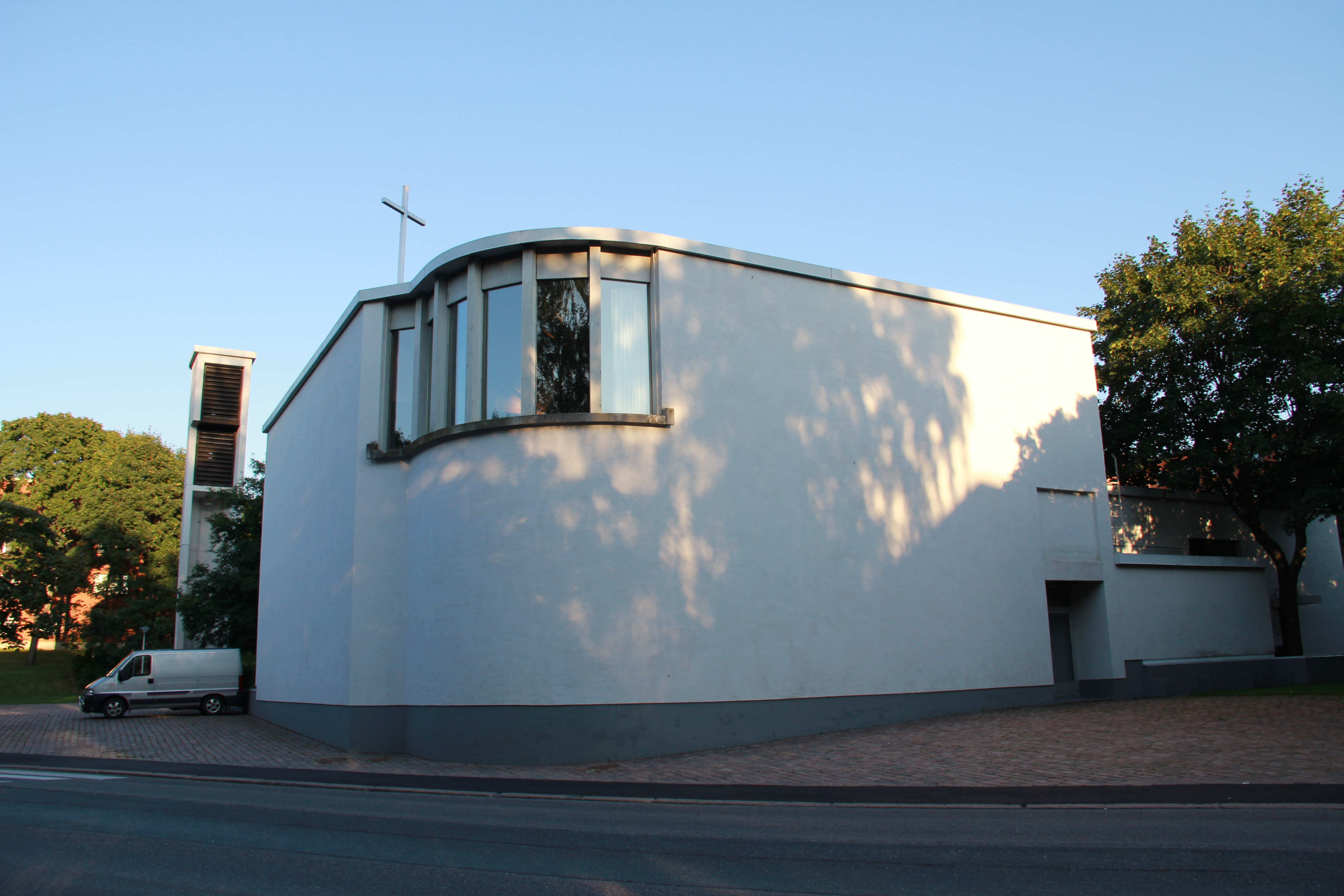
1980 fertiggestellte Kirche von Maunula, Architekt Ahti Korhonen
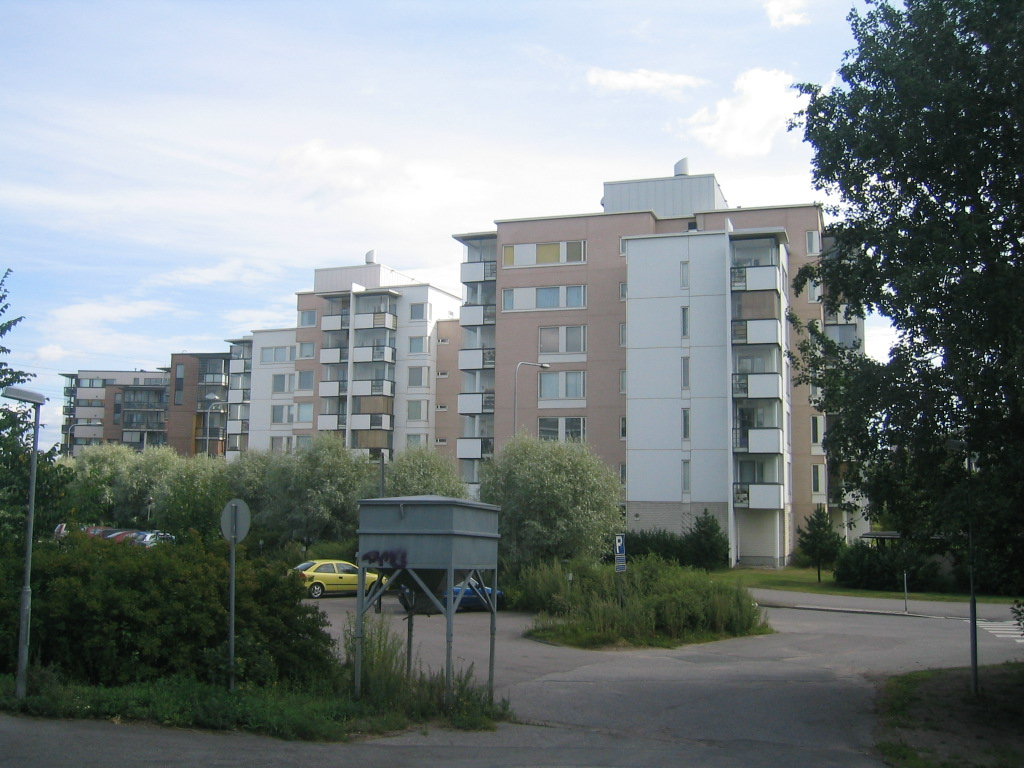
Bebauung in Veräjälaakso
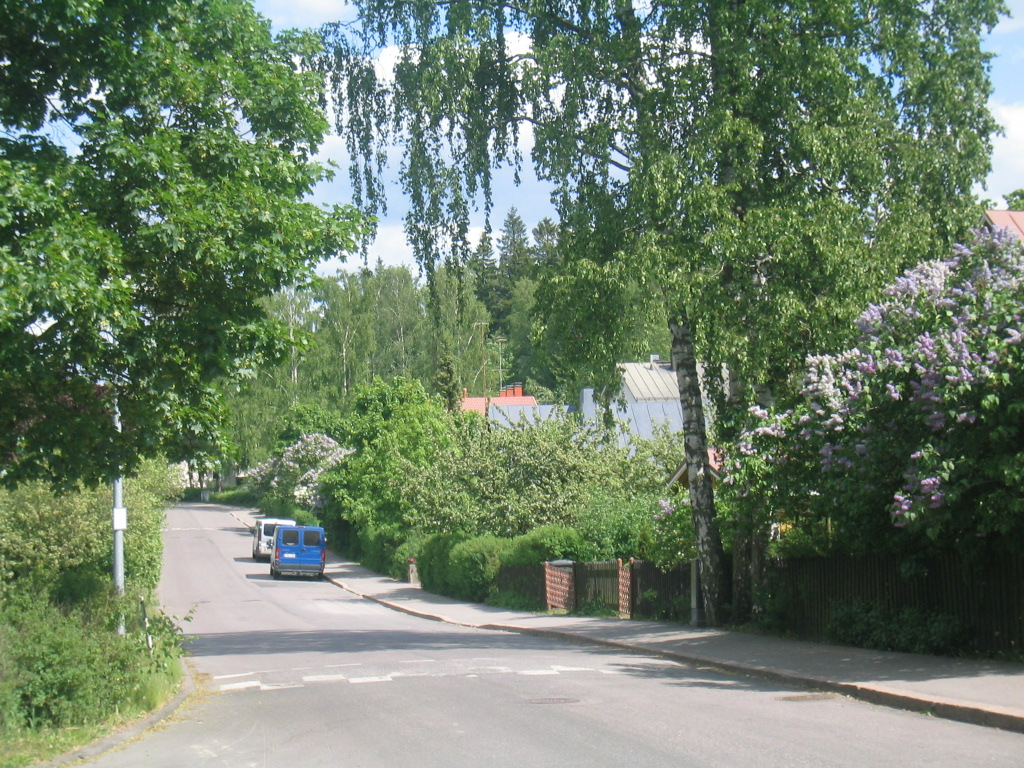
Straße in einem Villenviertel in Veräjämäki
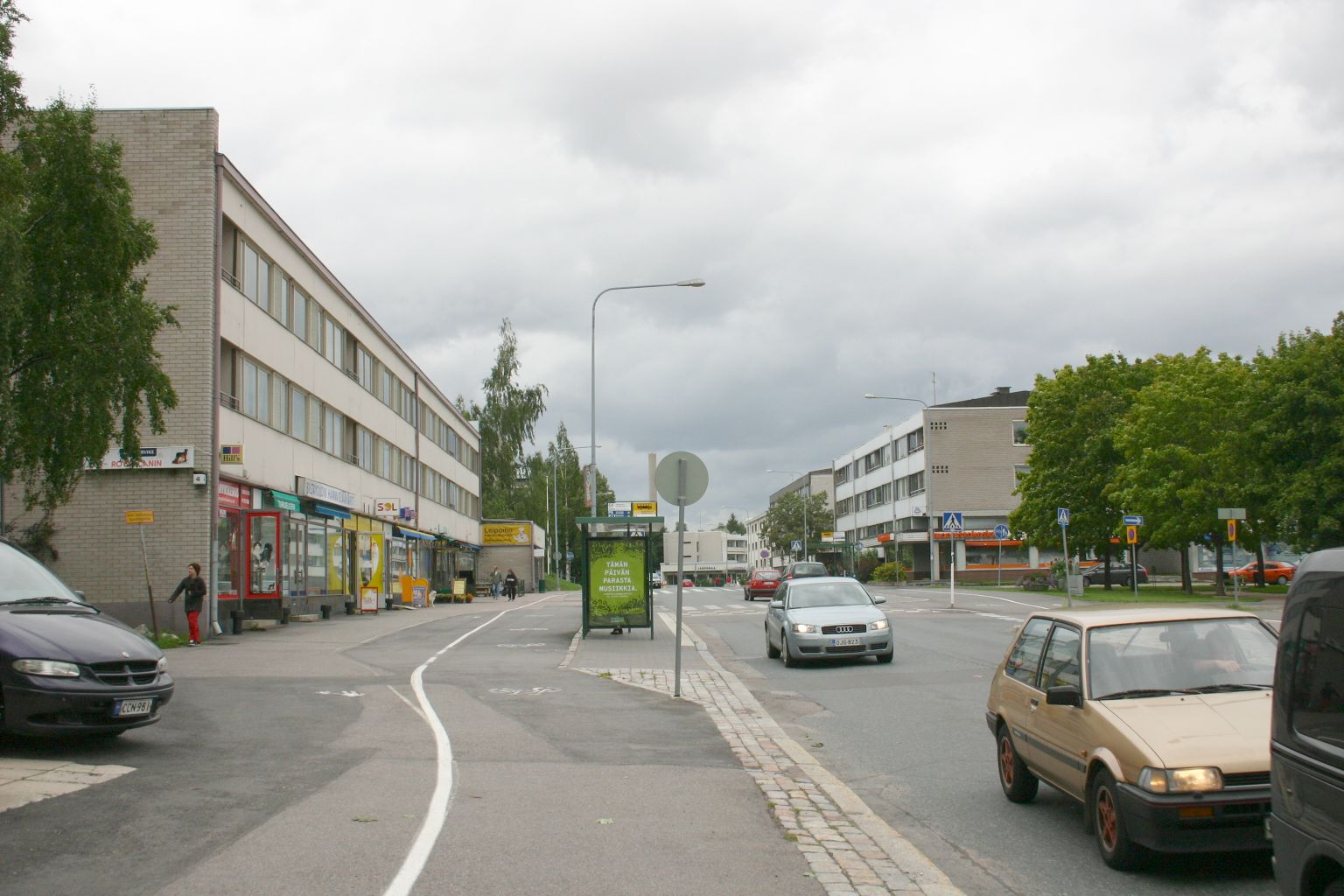
Straßenzug in Oulunkylä